# Ernst Streeruwitz
Ernst Streeruwitz, nacido Ernst Ritter Streer von Streeruwitz (Mies, Imperio austrohúngaro, 23 de septiembre de 1874-Viena, Austria, 19 de octubre de 1952) fue un político austriaco, canciller —presidente del Gobierno— en 1929.

## Orígenes y carrera
Importante industrial y miembro destacado de la Asociación de Fabricantes —la unión de empresarios austriacos—, participó en la creación de unidades paramilitares en la capital austriaca el 1 de diciembre de 1921, el mismo día que se habían producido graves disturbios en la ciudad. Estas, junto con las bandas de paramilitares surgidas en la posguerra para defender las fronteras, fueron el origen de la Heimwehr. Según Streeruwitz, la industria austriaca subvencionó estas unidades para defender por la fuerza sus intereses, que creía desatendidos en las Cortes. El propio Streeruwitz participó en facilitar la financiación de la Heimwehr.
Sirvió con honores como oficial de caballería en el Ejército austrohúngaro. A partir de 1923, había sido diputado de la Cámara Baja (Nationalrat) austriaca, y representaba fundamentalmente los intereses de la industria.

## Al frente del Gobierno

### Gabinete de coalición y cooperación parlamentaria con la oposición
Antiguo oficial del Estado Mayor imperial con estrechas relaciones tanto con la industria como con la Heimwehr, más conciliador que Ignaz Seipel —el anterior canciller—, sin experiencia política y totalmente dependiente de este, asumió la Presidencia del Gobierno  que lo sostenía en la primavera de 1929, como candidato de consenso de los partidos que formaban la coalición. Su aceptación no fue fácil: pasaron cuatro semanas desde la renuncia de Seipel hasta que finalmente se eligió al nuevo canciller, dedicadas a negociar con las distintas fuerzas políticas. Formó un gabinete de coalición, con un vicecanciller de la Landbund y dos ministros (el de Justicia y el de Comercio) pangermanos, mientras que los socialcristianos se reservaban el resto de ministerios. Se repetía así la liga tripartita de gabinetes anteriores. Seipel impuso a Carl Vaugoin como ministro de Defensa, aunque Streeruwitz hubiese deseado a alguien más dispuesto a tratar con la oposición socialista. La Heimwehr, que hubiese preferido otro canciller, quedó excluida del gabinete y pronto tuvo desavenencias con él. Streeruwitz, hostil en realidad a la organización —que consideraba útil solo como instrumento para desbaratar huelgas y oponerse a una intentona socialista—, la consideraba una amenaza al Estado que debía ser eliminada o quedar completamente controlada por este. Streeruwitz esperaba el sostén, no la imposición de objetivos, de la Heimwehr y quedó pronto enfrentado a la formación paramilitar que anteriormente había ayudado a crear.

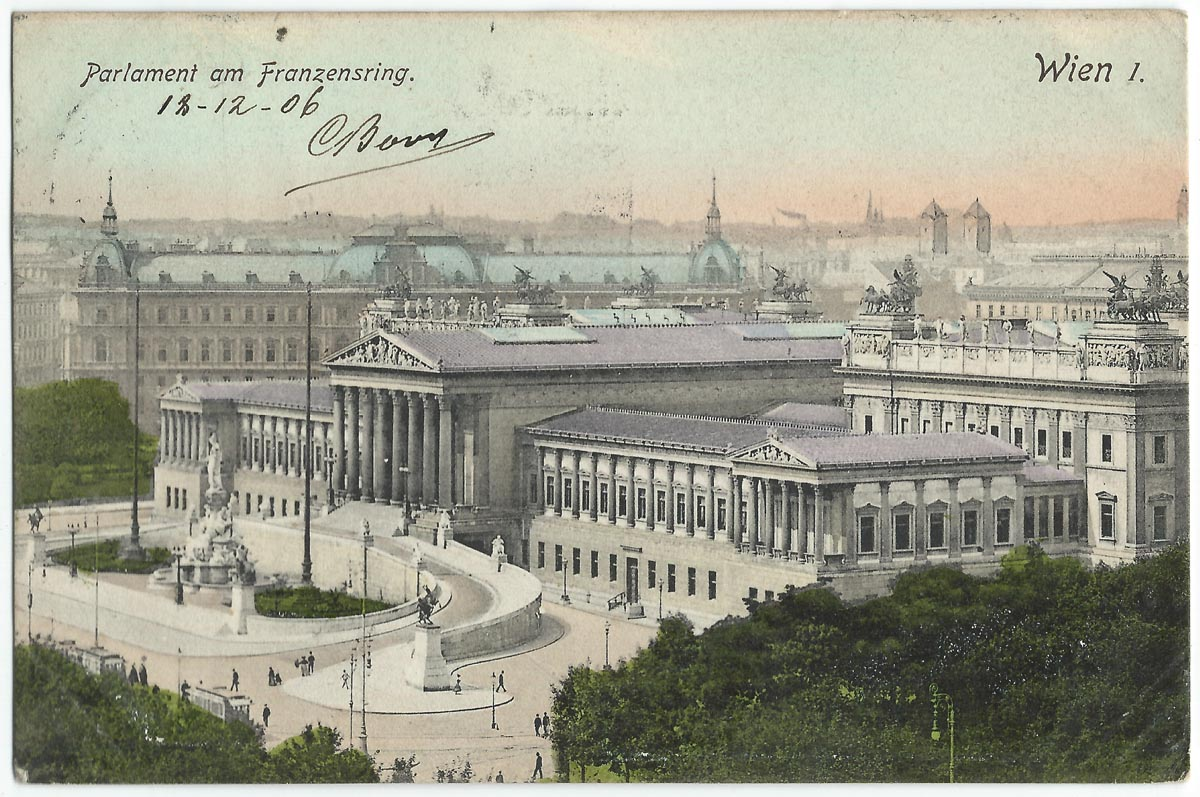
El edificio del Parlamento austriaco. Durante las sesiones parlamentarias de la primavera, al comienzo de su gobierno, la cooperación entre Streeruwitz y la oposición socialista permitió la aprobación de diversas medidas, situación que calmó la situación política pasajeramente.

Tuvo que enfrentarse a una delicada situación política con frecuentes enfrentamientos entre los paramilitares de izquierda y los de derecha que parecían abocar a una guerra civil o a un golpe de Estado de estos. Gozó de la tolerancia de los socialdemócratas, que decidieron abandonar su anterior obstrucción de las sesiones parlamentarias para tratar de evitar la toma del poder por la Heimwehr y la abolición del sistema parlamentario que esto hubiese acarreado. Durante las sesiones parlamentarias de la primavera, permitieron que se aprobasen una serie de reformas legislativas que supusieron importantes cesiones a los conservadores. Seipel partió de viaje para descansar; su ausencia del Gobierno facilitó la concordia en las Cortes, uno de los objetivos que se había fijado al renunciar a la Presidencia. La Heimwehr, confusa por la repentina renuncia de Seipel, aceptó a Streeruwitz porque creía que el nuevo canciller era un títere de aquel.

### Tensión con la Heimwehr durante el verano
El canciller no pudo, sin embargo, acabar con la agitación de la formación paramilitar, pues esta contaba no solamente con la aprobación de Seipel, sino también de los dos ministros que controlaban las fuerzas de seguridad: tanto Vaugoin como Schober dejaron claro en mayo sus simpatías hacia el proyecto político de la Heimwehr. El canciller se vio obligado a abandonar todo intento de debilitarla y a consultarla sobre posibles cambios constitucionales.
Durante el verano y en parte para no perjudicar el importante negocio turístico —afectado por la tensión política—, el Gobierno prohibió los desfiles con armas o instrumentos que se pudiesen utilizar como tales, y los Gobiernos regionales los prohibieron por completo en Viena y Baja Austria. La Heimwehr evitó la prohibición organizando actos de bendición de sus banderas, que no eran formalmente desfiles; la Liga de Defensa Republicana reaccionó retomando sus marchas. La protección de varios gobernadores provinciales a la formación de derechas le permitió también desoír la prohibición del Gobierno federal. Aunque el diario socialista Arbeiter Zeitung denunció los planes de golpe de Estado de la Heimwehr y sus contactos con el funcionariado y los industriales, los Gobiernos provinciales —controlados en su mayoría por los socialcristianos— se negaron a investigar los actos denunciados por el diario socialista. Por su parte, el canciller adoptó una actitud pasiva. La situación empeoró notablemente el 14 de julio, cuando los dirigentes de la Heimwehr anunciaron marchas en varias localidades alrededor de Viena, lo que parecía anunciar su intención de dar un golpe de Estado, y el 18 de agosto, cuando se produjo una batalla campal entre varios millares de paramilitares de izquierda y derecha que acabó con unos doscientos heridos y cuatro muertos. Dos días más tarde, los caudillos de la Heimwehr exigieron la prohibición de la organización paramilitar rival y la renuncia del canciller, pero Johann Schober, jefe de la policía de la capital, les advirtió de que no contarían con el apoyo de las fuerzas de seguridad si intentaban un golpe de mano. Los socialistas amenazaron con una huelga general y la Heimwehr con nuevas marchas; finalmente, el Gobierno reaccionó prohibiendo las contramarchas y las manifestaciones armadas. La disposición del canciller a tratar con los socialistas desilusionó a la Heimwehr, que le acusaba de debilidad y que ya en agosto maquinaba su caída, que planeaba para finales de septiembre. Streeruwitz, honrado y con buenas intenciones pero débil, debía ser sustituido por un nuevo canciller más del gusto de la formación, como Carl Vaugoin, Anton Rintelen o Johann Schober. A pesar de haber sido él el que había elegido a Streeruwitz para el cargo, Seipel se unió pronto a la campaña que exigía su dimisión. A esta se unieron también Vaugoin —ministro de Defensa— y Schober que mantuvieron varias reuniones con los jefes de la Heimwehr.

### Pérdida de apoyos y dimisión
A finales de agosto y por sorpresa, la Landbund anunció su respaldo a las reformas constitucionales que incluyesen el reforzamiento de los poderes presidenciales, la aprobación de cambios constitucionales con mayoría simple y a la implantación de un sistema corporativista. La formación aceptó también el uso de la fuerza para lograr la puesta en marcha de las reformas. La posición del partido aumentó la presión al Gobierno y facilitó la campaña desencadenada contra él por la Heimwehr. En septiembre, la incertidumbre política comenzó a perjudicar a la economía nacional, pero el canciller se limitó a tratar en vano de calmar la inquietud tanto dentro como fuera del país. A mediados de septiembre, mientras se encontraba en Ginebra, la Heimwehr publicó un artículo amenazador exigiendo reformas inmediatas, que en realidad el canciller ya estaba estudiando. Contaba con nuevos aportes financieros italianos para forzar la dimisión del presidente del Gobierno. Al mismo tiempo, importantes figuras de la economía y de la política austriacas, incluyendo algunos de la oposición, instaban a Schober a formar un nuevo Gobierno. En general, se consideraba a este la persona con iniciativa suficiente para enfrentarse a la grave situación. Hungría e Italia también lo preferían tanto al canciller como a otras figuras de la derecha austriaca, pues lo consideraban una garantía de gobierno a la vez estable y afín. Streeruwitz perdía apoyos por momentos, incluso dentro de su propio partido. En el exterior, estaba sometido a presiones contrarias: Italia, cuyo beneplácito se necesitaba para lograr un nuevo préstamo, exigía reformas autoritarias; el Reino Unido, por el contrario, esperaba el desarme de las formaciones paramilitares y acabar con las amenazas de golpe de Estado.
La reunión de Seipel con los jefes de la Heimwehr el 20 de septiembre de 1929 y su negativa a respaldar al primer ministro precipitaron la renuncia de este. En la reunión, el ministro de Asuntos Exteriores húngaros convenció a Seipel y a los jefes de la formación paramilitar de aceptar a Schober, tanto por su prestigio internacional como porque se le creía capaz de aprobar las reformas constitucionales deseadas. Instaurados estos, un posterior Gobierno con participación de la Heimwehr podría entonces encargarse de los socialistas.
Streeruwitz trató de mantenerse al frente del Gobierno y presentar sus propuestas de reforma, pero la falta de apoyo de la Landbund y de su propio partido le obligaron a dimitir. El 24 de septiembre volvió de Ginebra, donde había estado negociando un nuevo crédito para el país. Seipel le reprochó que no hubiese pactado con la organización la reforma de la Constitución que esta reclamaba. Convenció además al presidente del Banco Nacional y a los gobernadores provinciales de la necesidad de cambiar retirar su apoyo al canciller y respaldar un cambio de Gobierno. Como golpe de gracia, el vicecanciller Vinzenz Schumy dimitió como muestra de la retirada de confianza de su formación, la Landbund. El día 25, sin haber podido presentar su proyecto de reforma constitucional a las Cortes, dimitió. Le sucedió en el cargo Johann Schober, con el apoyo tanto de Seipel como de la Heimwehr.